# Mistrzostwa Polski w Badmintonie 2013
49. Mistrzostwa Polski w badmintonie odbyły się w Białymstoku w dniach 25-28 kwietnia 2013 roku w Hali Sportowej Zespołu Szkół Rolniczych.

## Medaliści mistrzostw
| Konkurencja:            | Złoto:                                                                                     | Srebro:                                                                                 | Brąz: |
| gra pojedyncza mężczyzn | Przemysław Wacha (LKS Technik Głubczyce)                                                   | Michał Rogalski (UKS Hubal Białystok)                                                   | Hubert Pączek (AZS AGH Kraków) Adrian Dziółko (UKS Hubal Białystok)                                                                                        |
| gra pojedyncza kobiet   | Kamila Augustyn (SKB Litpol-Malow Suwałki)                                                 | Anna Narel (UKS Hubal Białystok)                                                        | Agata Świst (Kiko Zamość) Dorota Grzejdak (Kometa Sianów)                                                                                                  |
| gra podwójna mężczyzn   | Adam Cwalina (SKB Litpol-Malow Suwałki) Michał Łogosz (SKB Litpol-Malow Suwałki)           | Przemysław Wacha (LKS Technik Głubczyce) Wojciech Szkudlarczyk (LKS Technik Głubczyce)  | Adrian Dziółko (UKS Hubal Białystok) Michał Rogalski (UKS Hubal Białystok) Jacek Kołumbajew (AZS UW Warszawa) Paweł Prądziński (Kometa Sianów)             |
| gra podwójna kobiet     | Aneta Wojtkowska (LKS Technik Głubczyce) Agnieszka Wojtkowska (LKS Technik Głubczyce)      | Kamila Augustyn (SKB Litpol-Malow Suwałki) Monika Bieńkowska (SKB Litpol-Malow Suwałki) | Ewa Piotrowska (UKS Hubal Białystok) Edyta Tarasiewicz (UKS Hubal Białystok) Katarzyna Garbacka (AZS UW Warszawa) Kinga Rudolf (BKS Kolejarz Częstochowa)  |
| gra mieszana            | Wojciech Szkudlarczyk (LKS Technik Głubczyce) Agnieszka Wojtkowska (LKS Technik Głubczyce) | Michał Łogosz (SKB Litpol-Malow Suwałki) Monika Bieńkowska (SKB Litpol-Malow Suwałki)   | Jacek Kołumbajew (AZS UW Warszawa) Martyna Poprzeczko (UKS Badminton Stare Babice) Lech Dryżałowski (AZS UWM Olsztyn) Aneta Walentukanis (AZS UWM Olsztyn) |